# Detlev Friedrich Dreves
Detlev Friedrich Dreves, auch Detlov Friedrich Dreves (* 31. Juli 1776 in Döbbersen; † 23. Juni 1843 in Rostock) war Jurist, Advokat und Landsyndikus der Mecklenburgischen Ritterschaft.

## Leben
Detlev Friedrich Dreves war einer der Söhne des Pastors in Döbbersen und späteren Präpositus in Boizenburg Simon Peter Christian Dreves (1744–1814). Er besuchte das Gymnasium Güstrow bis 1792 und begann dann sein Studium der Rechtswissenschaften an den Universitäten Jena und Göttingen. 1797 wurde er in Göttingen zum Dr. beider Rechte promoviert. Er praktizierte als Advokat in Rostock und wurde auf dem Landtag in Malchin im November 1804 als Nachfolger des kranken Landsyndikus  Ernst Johann Friedrich Mantzel (1748–1806) zunächst zum Vize-Syndikus und nach Mantzels Tod 1806 zum Syndikus der Mecklenburgischen Ritterschaft bestellt.
In der Umbruchzeit beteiligte er sich an dem Handel mit sog. Walzengütern. Er erwarb 1801 von Joachim Christoph Janisch das „im ritterschaftlichen Amte Boitzenburg belegene Allodial Guth Horst cum Pertinentiis“, welches er bereits 1801/1802 an den Kaufmann Matthijs Ooster weiterverkaufte.
Der mecklenburgische Botaniker Johann Friedrich Peter Dreves, der Theologe Georg Johann Simon Dreves sowie der Hamburger Kaufmann und Kommissionsrat Johann Karl Dreves waren seine Brüder. Der Dichterjurist Leberecht Dreves war sein Neffe.
Er war verheiratet mit  Louise Juliane Henriette, geb. Paepcke (1783–1861), der jüngeren Schwester von Moritz Christian von Paepcke.

## Schriften
- De acceptationibus, quam vulgo vocant, necessitate in donationibus mortus causa, Dietrich, Göttingen 1797

Digitalisat, Universitäts- und Landesbibliothek Sachsen-Anhalt